# 美人魚 (川嶋愛歌曲)
『美人魚』是日本創作歌手・川嶋愛在2004年8月4日發售的第4張單曲。

## 概要
前作『525頁』的約兩個月之後發售的單曲。
發售了通常盤和初回限定盤兩種類，初回限定盤附上了收錄『天使們的旋律』的PV的特典DVD。

## 收錄曲
- 全作詞・作曲：川嶋あい

### 通常盤
1. 美人魚
編曲：長澤孝志
以『人魚公主』為題材創作的歌曲。
2. 夏日的聖誕節（夏のクリスマス）
編曲：ieP
3. 美人魚(instrumental)

### 初回限定盤DVD
1. 天使們的旋律（天使たちのメロディー）